# Бетпейдж (Нью-Йорк)
Бетпейдж (англ. Bethpage) — переписна місцевість (CDP) в США, в окрузі Нассау штату Нью-Йорк. Населення — 16 658 осіб (2020).

## Географія
Бетпейдж розташований за координатами 40°44′58″ пн. ш. 73°29′8″ зх. д. / 40.74944° пн. ш. 73.48556° зх. д. (40.749518, -73.485536).  За даними Бюро перепису населення США в 2010 році переписна місцевість мала площу 9,26 км², уся площа — суходіл.

## Демографія
Згідно з переписом 2010 року, у переписній місцевості мешкало 16 429 осіб у 5875 домогосподарствах у складі 4392 родин. Густота населення становила 1774 особи/км².  Було 6051 помешкання (653/км²).
Расовий склад населення:
| - 90,8 % — білих - 5,5 % — азіатів - 0,6 % — чорних або афроамериканців - 0,1 % — корінних американців - 1,5 % — осіб інших рас |

До двох чи більше рас належало 1,4 %. Частка іспаномовних становила 7,0 % від усіх жителів.
За віковим діапазоном населення розподілялося таким чином: 21,4 % — особи молодші 18 років, 58,1 % — особи у віці 18—64 років, 20,5 % — особи у віці 65 років та старші. Медіана віку мешканця становила 44,1 року. На 100 осіб жіночої статі у переписній місцевості припадало 89,5 чоловіків;  на 100 жінок у віці від 18 років та старших — 87,0 чоловіків також старших 18 років.
Середній дохід на одне домашнє господарство  становив 117 246 доларів США (медіана — 99 423), а середній дохід на одну сім'ю — 134 507 доларів (медіана — 121 057). Медіана доходів становила 79 775 доларів для чоловіків та 56 467 доларів для жінок. За межею бідності перебувало 2,8 % осіб, у тому числі 0,8 % дітей у віці до 18 років та 4,0 % осіб у віці 65 років та старших.
Цивільне працевлаштоване населення становило 8101 особа. Основні галузі зайнятості: освіта, охорона здоров'я та соціальна допомога — 25,5 %, роздрібна торгівля — 13,4 %, науковці, спеціалісти, менеджери — 11,3 %, будівництво — 9,6 %.